# Isabela Garcia
Isabela Garcia Costa (Rio de Janeiro, 11 giugno 1967) è un'attrice brasiliana.
È sorella di Rosana Garcia, anche lei attrice.

## Biografia
Figlia di un attore radiofonico, a quattro anni ha iniziato a recitare nelle telenovelas. Nel 1976 è apparsa per la prima volta sul grande schermo mentre nel 1980 ha ottenuto il primo ruolo importante, nella telenovela Agua Viva (Água Viva). Nel 1986 è stata nel cast di Potere, nel 1990 è stata scritturata per Luna piena d'amore, nel 2006 ha lavorato in Paraíso Tropical, per poi prendere parte nel 2012 alla telenovela Lado a lado.

## Vita privata
Isabela è stata sposata tre volte. Ha quattro figli, due dei quali avuti da Carlos Thiré, suo marito dal 2002 al 2009. Negli anni 90 si è convertita al buddhismo. 